# Australoheros montanus
Australoheros montanus es una especie de pez que integra el género Australoheros de la familia Cichlidae en el orden de los Perciformes. Habita en el centro-este de América del Sur.

## Distribución geográfica
Este pez habita en el centro-este de América del Sur, siendo endémico de Brasil, en la cuenca del río Paquequer, perteneciente a la cuenca del río Paraíba do Sul, en el estado de Río de Janeiro.

## Taxonomía y características
Australoheros montanus fue descrita para la ciencia en el año 2012, por el ictiólogo Felipe P. Ottoni.
Etimología
La etimología de su nombre genérico Australoheros deriva de la palabra latina australis en el sentido de 'sur', y el nombre nominal 'héroe', de la tribu Heroini. El término específico proviene de la palabra en latín montanus, en alusión al relieve montañoso de la región en la que esta especie habita.